# La Unión 2.ª Sección
La Unión 2.ª Sección es una ranchería del municipio de Paraíso ubicado en la subregión de la Chontalpa del estado mexicano de Tabasco.

## Geografía
La localidad se ubica a 16.4 kilómetros (en dirección oeste) de la localidad de Paraíso, la cabecera y lugar más poblado del municipio. Se sitúa en las coordenadas geográficas 18°25′35″N 93°21′54″O / 18.426389, -93.365000, a una elevación de 0 metros sobre el nivel del mar.

## Demografía
Según el Conteo de Población y Vivienda 2020, efectuado por el Instituto Nacional de Estadística y Geografía, la localidad de La Unión 2.ª Sección tiene 800 habitantes, de los cuales 390 son del sexo masculino y 410 del sexo femenino. Su tasa de fecundidad es de 2.37 hijos por mujer y tiene 231 viviendas particulares habitadas.
| Gráfica de evolución demográfica de La Unión 2.ª Sección entre 1980 y 2020 |
|                                                                            |
| INEGI.                                                                     |